# Португальська Бразилія
Португа́льська Брази́лія (порт. Estado do Brasil) або Колоніа́льна Брази́лія (порт. Brasil Colonial)  — період в історії Бразилії між 1500—1825 роками. Протягом цього часу Бразилія перебувала під владою Португальської імперії. Вперше бразильські терени були відкриті 1500 року португальськими мореплавцями під проводом Педру Кабрала. Португальці заснували на бразильському узбережжі колонії, поступово розширяючи свої володіння на захід, вглиб континенту. Основою колоніальної бразильської економіки був вивіз бразильської деревини, виробництво цукру, видобуток золота і діамантів. Господарство колоній підтримувалося за рахунок рабів, завезених з Африки, які працювали на плантаціях і рудниках. На відміну від сусідніх іспанських колоній в Америці, поділених на малі краї, Бразилія була єдиною і неподільною адміністративно-територіальною одиницею в складі Португалії. Головним містом краю до 1763 року був Салвадор, згодом — Ріо-де-Жанейро. Завдяки португальцям утворилося мультиетнічне населення Бразилії, панівною релігією якого стало католицтво, а основною мовою — португальська. 1807 року, внаслідок французької окупації Португалії, португальський двір переїхав до Ріо-де-Жанейро, внаслідок чого зросло політично-соціальне значення Бразилії. 1815 року країна отримала статус титулярного королівства у складі португальської монархії — Об'єднаного королівства Португалії, Бразилії і обох Алгарве. 1822 року Бразилія проголосила незалежність від Португалії.

## Відкриття португальцями (1500—1530)

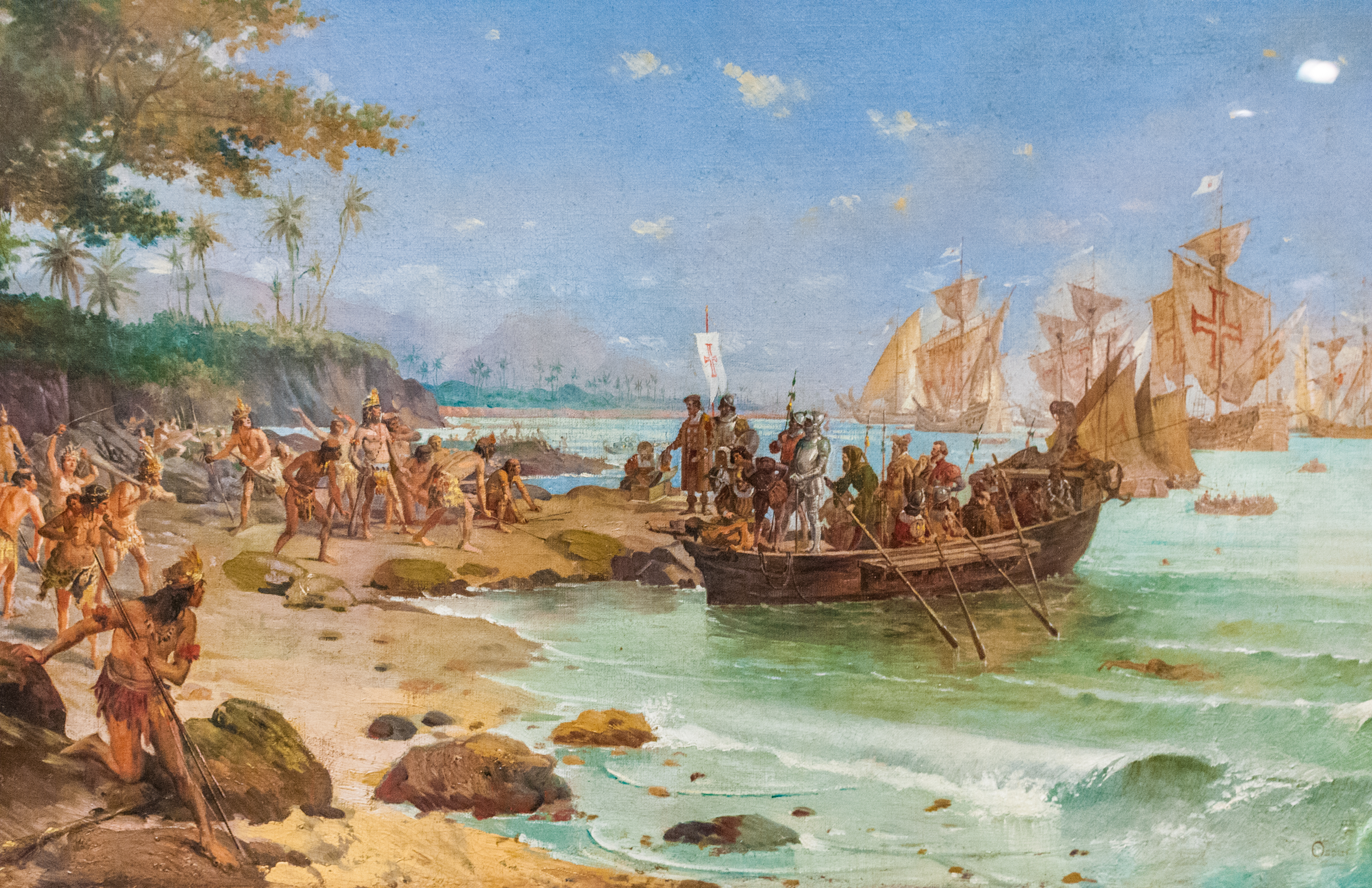
Прибуття Кабрала

Тордесільяський договір (1494) визначив кордони морських володінь між Іспанією і Португалією. Йшлося про те, що за договором, території на схід від Грінвичського меридіана до 370 легуа на захід від Островів Зеленого Мису відходили Португалії, а землі, що розташовані на захід від нього — Іспанії. Ця уявна лінія, що простяглася між двома полюсами, перетинала Латинську Америку на сході і стала першим кордоном Бразилії, ще не відкритої португальцями.
Прийнято вважати, що Бразилія була відкрита 22 квітня 1500 року Другою португальською Індійською Армадою на чолі з Педру Алварішом Кабралом, коли флотилія в пошуках сприятливих північних вітрів щоби оминути Африку з півдня відхилилась в Атлантичному океані далеко на захід. Кабрал вважав выдкриту ним землю черговим островом в Атлантичному океаны і назвав її «острів Веракруш» (. Після відкриття нової землі Кабрал з головним флотом продовжив своє плавання до Індії, а новини про відкриття Бразилії доставив в Ліссабон надісланий Кабралом капітан Гашпар де Лемуш. На фоні перших експедицій до омріяної і багатої Індії, ці новини не викликали великого зацікавлення серед португальців, хоча корона почала організовувати нові експедиції в цей регіон.
В 1501-02 і в 1503-04 роках король Мануел I відправив дві експедиції на чолі з Гонсалу Коелью досліджувати «острів Веракруш» на предмет того, наскільки він простягається на захід від демаркаційної лінії, встановленої Тордесільяський договором. В плаванні Коелью супроводжував Амеріго Веспуччі, який раніше вже плавав до берегів Південної Америки разом з іспанською експедицією на чолі з Алонсо Охедою. Три каравели Коелью пройшли вздовж бразильського узбережжя впродовж 500 морських ліг, а на новий 1502 рік увійшли у гирло річки, названої ними «січневою» (звідси назва Ріо-де-Жанейро). Перша експедиція Коелью (іноді головою її називають експедицією Гашпара де Лемуш) не виявила на «острові Веракруш» ані золота, ані прянощів, але зате привезла до Європи цінне фернамбукове дерево (brasil), яке дало назву всій країні. Результати першого плавання Коелью, Лемуша і Веспуччі відображені на планісфері Кантіно.

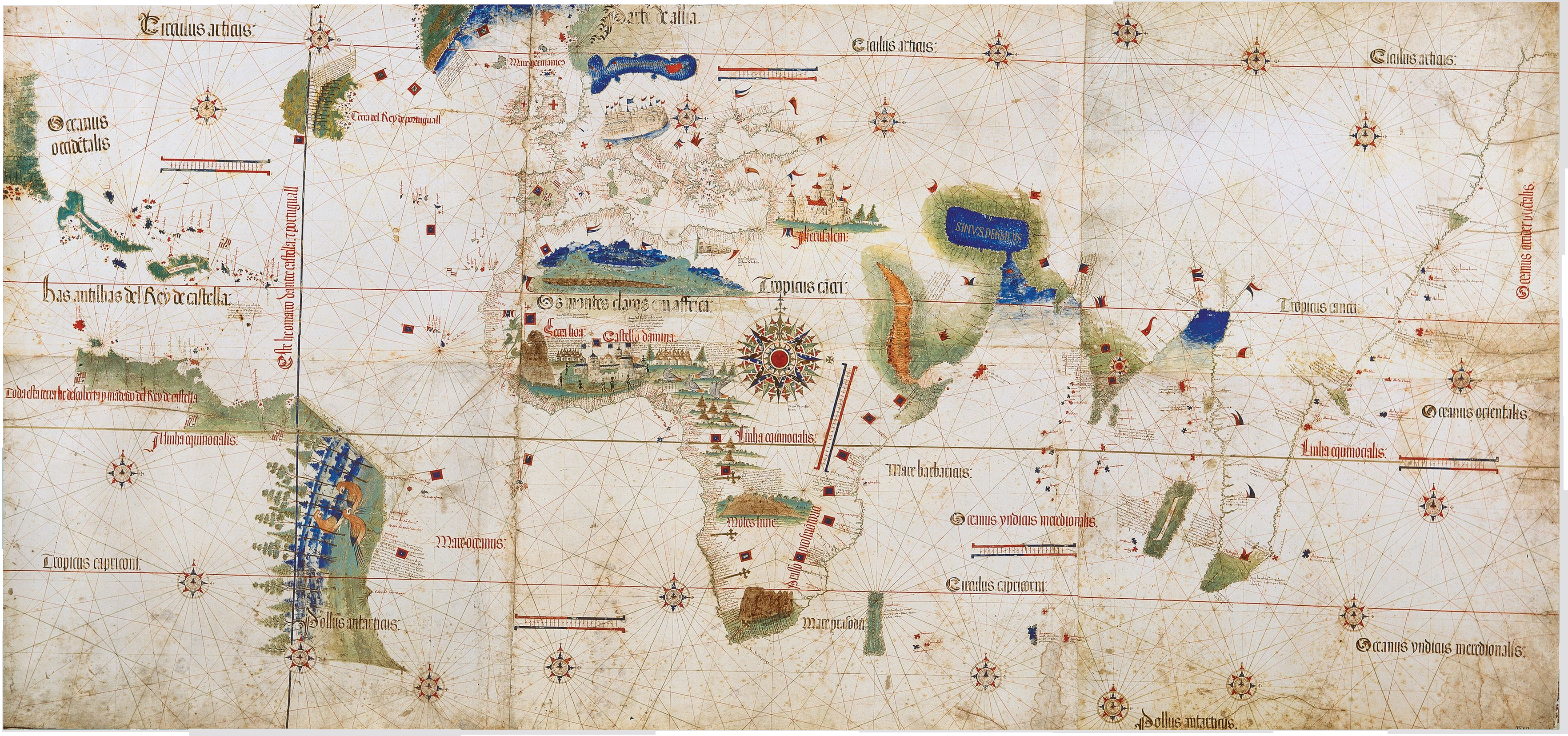
Планісфера Кантіно була складена відразу після повернення Веспуччі з першої подорожі з Гонсалу Коелью і відобразила результати їх відкриттів.

Веспуччі залишив опис і другого плавання Коелью до берегів Бразилії, яке було здійснене ними в 1503 і 1504 роках. Свіжою водою та харчами мореплавці запасалися на Канарах та Кабо-Верде; пізніше цей маршрут стане класичним. З шести кораблів чотири (разом із флагманом, на якому перебував Куельо) загубилися в дорозі, але флорентієць вижив. Два кораблі, що залишилися, досягли берегів Бразилії, де вступили в торговельні відносини з тубільцями і побудували фортецю, помістивши в ній гарнізон з 24 осіб. Веспуччі назвав кілька місць на узбережжі іменами святих залежно від дня, коли вони були відкриті.
З Бразилією почалася обмежена торгівля, найголовнішим природним багатством, знайденим першими колонізаторами. Це було червоне дерево (пау-бразіл або фернамбукове дерево), з деревини якого добували червоно-фіолетову фарбу. Від його назви і пішло слово «Бразилія».
Інтерес до Бразилії ослаб за наступні два десятиліття. Португальці були не в змозі виявити дорогоцінні метали в Бразилії і тому сконцентрували свою увагу на вигідній торгівлі з Азією. Бразилія стала чимось подібним до нічийної землі, над якою португальська корона мала тільки формальний контроль, а її європейські конкуренти швидко скористалися тією зневагою. Французи, зокрема, порушували португальський суверенітет над частиною Південної Америки і вивозили деревину до Європи. Португальська апатія закінчилася, проте, протягом царювання Жуана III (1521–57), який поступово перемістив центр колоніальних інтересів з Азії до Америки.

## Перші колонії (1530—1580)
Планомірне освоєння нових земель почалося тільки у 1530 році, коли з Португалії стали прибувати перші поселенці, які привозили з собою худобу, саджанці і сім'я з метою заснувати тут колонії. Укріплені поселення були засновані на північному сході країни, першим з яких стало засноване Мартином Афонсу де Соуза у 1532 році поселення Сан-Вісенте, що знаходиться неподалік від сучасного Сан-Паулу. Територія була мало заселена тубільними племенами. Одні були миролюбними, а інші, навпаки, ворожими і агресивними, особливо, в глибині країни.
Мірою розширення колоній виникла необхідність створення адміністративної системи. Першим кроком до цього став указ короля про створення спадкових феодальних володінь — капітаний. Чотирнадцять з них, причому деякі з них за розміром більші аніж сама Португалія, були встановлені у середині XVI століття. Власники капітаний, так звані donatarios (капітан-донатаріо), тобто ті, які «приймають дар», відповідали за їхню безпеку і розвиток. Система капітаний значно вплинула на кордони і політику сучасної Бразилії.
Король Жуан призначив генерал-губернатором колонії Томе де Соуза (Tomé de Sousa), португальського дворянина з вражаючим досвідом в Африці і Індії. Суса висадився в Бразилії в 1549 і заснував столицю Бразилії місто Сальвадор (штат Байя), з якого Бразилія управлялася протягом 214 років. Суса також розмістив місцевих посадовців у всіх капітаніях і стратегічних укріплених пунктах уздовж узбережжя. У містах він організував муніципальні структури, подібні муніципалітетам в Португалії. Починаючи з цього часу Бразилія почала приваблювати значний потік поселенців. Справу продовжив наступник Дуарте да Коста. 1600 року штати Байя і Пернамбуко кожний мали населення близько 2 000 європейців і більш ніж 4 000 африканських рабів і індіанців.
Важливий вклад до розвитку та прогресу колонії внесли єзуїти. По запиту Жуана III, Мануель да Нобрега і кілька інших єзуїтів супроводжували Тому ді Суса до Сальвадору і стали першими у довгої лінії місіонерів, що зайнялися захистом і конвертацією індіанців у християнство, як і значною роботою по підйому морального рівня колоністів. Індіанці, конвертовані у християнство, селилися в організованих єзуїтами поселеннях «аделаї» (aldeias), які були схожі за структурою до місій у іспанській Америці. Проте, багато інших колоністів мали рабів-індіанців, і тому бажали відняти в єзуїтів контроль за цім важливим ресурсом. Скоро між двома групами виник гострий конфлікт і прокотився через усю колонію, що вимусило втручання корони. Згідно з королівським декретом 1574 року єзуїти отримали часткову перемогу, декрет надав їм повну владу над індіанцями у аделаях, але дозволив колоністам поневолити індіанців, захоплених в «законній війні». В Амазонії, батько Антоніо Вієйра (António Vieira) став центральною фігурою дещо подібного конфлікту в 17-м столітті, коли він організував там ланцюг місій. Проте, хоча місії допомогли захистити індіанців від рабства, вони дуже сприяли розповсюдженню смертельних для індіанців європейських хвороб. Через значне падіння чисельності індіанського населення та зростання попиту на рабів, бразильські колоністи, починаючи з середини 16-го століття, імпортували значну кількість африканських рабів.

Перевезення негрів на кораблях, будова корабля

Вологе і родюче узбережжя штату Пернамбуку було придатне для вирощування цукрової тростини. Крім цього, таке місцеположення робило його зручним портом для суден, які вирушали з Португалії на африканський захід і на схід. Цукрова тростина і техніка для його вирощування були завезені у Бразилію з острова Мадейра. Незабаром стала процвітати тристороння торгівля. В її основі лежала праця на плантаціях цукрової тростини завезених із західної Африки негрів-рабів. Цукор постачався на європейський ринок, зростаючі потреби якого вже не могли задовольнятися за рахунок традиційних джерел.
Значне посилення королівської влади у Бразилії відбулося після спроби французів заснувати там свою колонію. У 1555 французькі загони оволодів красивою бухтою Ріо-де-Жанейро, якою, по невідомим причинам, знехтували португальці. Велика португальська ескадра під командуванням генерал-губернатора Мем ді Са (Mem de Sá), блокувала вхід до гавані і змусила французький гарнізон підкоритися, у 1567 було засноване місто Ріо-де-Жанейро, щоб захистити бухту від майбутніх нападів.

## Союз Іспанії та Португалії та територіальна експансія (1580— 1690)
Події, що відбулися в Європі перешкодили подальшому розвитку колонії. Після смерті короля Португалії Себастьяна в 1578 році лісабонський трон обійняв король Іспанії Феліпе II. З 1580 по 1640 обидва королівства були об'єднані іспанською короною. У цей період, через об'єднання двох країн, уся Південна Америка стала частиною іспанських володінь. На Бразилію почалися напади ворогів іспанської корони, зокрема Нідерланди, що недавно здобули незалежність. Голландці захопили і утримували протягом короткого часу столицю країни місто Салвадор в 1624—1625 роках, а в 1630 голландська Західна індійська компанія відрядила флот, який захопив Пернамбуко, що залишився під голландським контролем протягом чверті століття. Новим губернатором володіння компанія обрала Джона Моріса, графа Нассау-Зіген, принца Оранзького і, можливо, найкращого адміністратора в Нідерландах. Голландці почали запрошувати видатних художників і вчених, щоб зробити відомими у Європі ресурси і красу Бразилії. Проте, директори компанії, якими керувала тільки спрага доходів, відмовилися підтримати соціальну політику Джона Моріса, і він пішов у відставку в 1644. Багатий плантатор Жого Фернандес Вієйра, згодом почав повстання, яке швидко набрало силу серед населення, незадоволеного політикою наступників Джона Моріса. Бразильці, діючи без допомоги Португалії, розбили і вигнали голландців в 1654, досягнення, яке допомогло появі націоналістичного відчуття бразильців. Офіційно Голландія відмовилася від претензій на бразильську територію за умовами Гаазького договору в 1661 році.
Парадоксальним чином шістдесятирічний союз Португалії й Іспанії дав несподівані переваги заморській колонії Португалії. Скориставшись відсутністю кордонів, португальці і бразильці здійснили походи углиб країни. Першою на їхньому шляху стала капітанія Сан-Вісенте, і саме починаючи з цієї опорної точки у Сан-Паулу, першопроходці відсунули кордон від узбережжя углиб континенту.
Експедиції (bandeiras) так званих бандейрантів за рабами-індіанцями та з ціллю пошуку запасів дорогоцінних металів прокладали дорогу через ліси, долали гірські хребти, просуваючись весь час уперед. Експедиціонери (bandeirantes) прославилися тим, що захоплювали індіанців і в єзуїтських місіях, і тих, які розгулювали на свободі, і поверталися разом з ними додому. Через діяльність bandeirantes кордони майбутньої незалежної Бразилії розширялися.
В 1640 португальці на чолі з королем Жуаном IV повернули незалежність від Іспанії і відмовилися залишити окуповані і колонізовані території на захід від первинної лінії, встановленої Тордесільясським договором. Португальці влаштувалися на захоплених ними землями як законні господарі. У другій половині XVII ст. Португалія повністю звільнилася від іспанського панування, у цей період бразильська економіка, що засновувалася на виробництві цукру, сильно ослабла. Занепад у цукровій промисловості призвів до міграції населення з районів його виробництва на неосвоєні землі.
1645 року відбулася Битва біля Тютюнної гори.

## Відкриття золота (1690—1800)

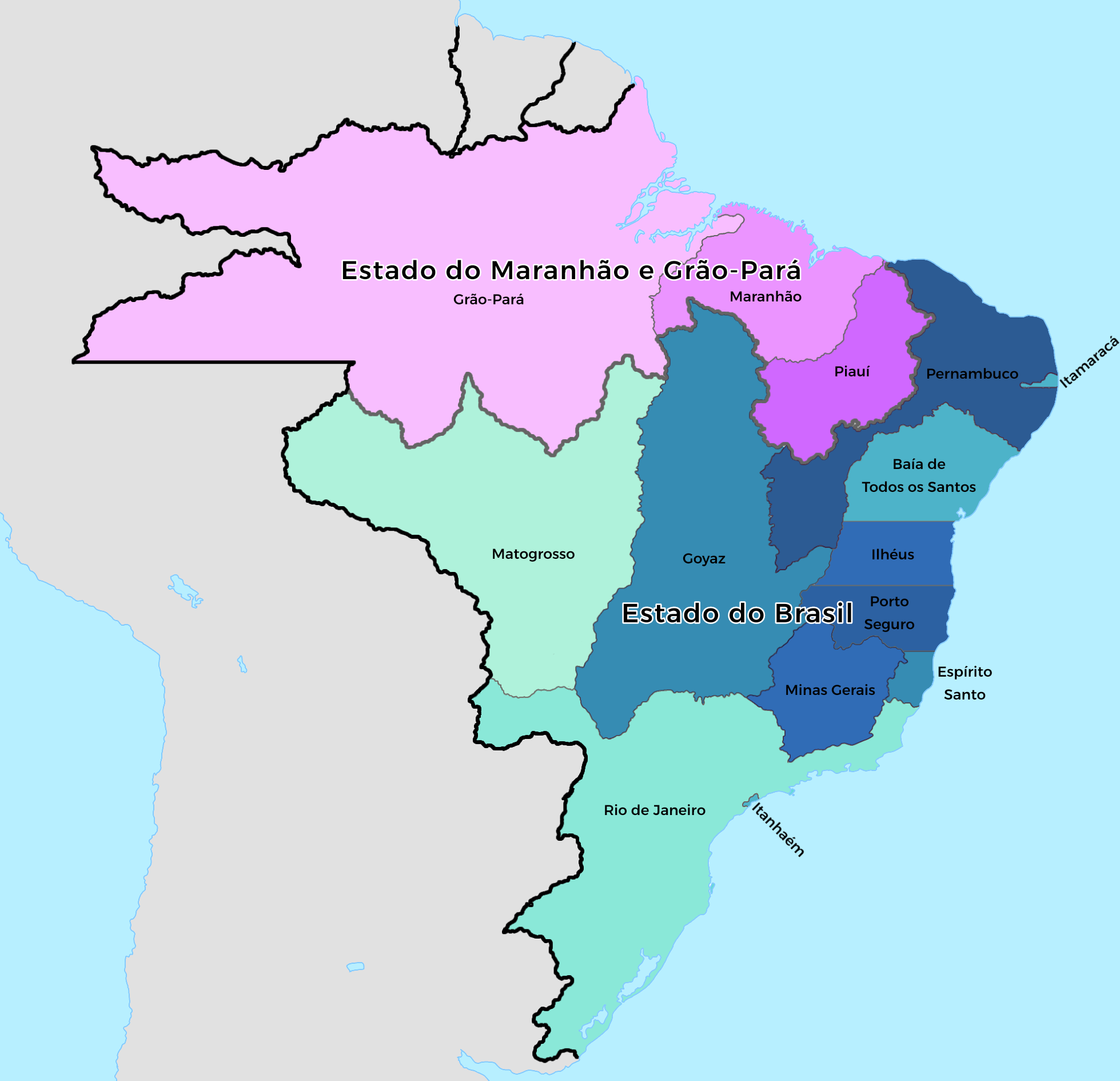
Бразилія в 1750 році

Найважливішим відкриттям, зробленим під час цих експедицій, стало золото. У погоню за золотом були залучені не лише жителі прибережних районів, але і нові партії імігрантів, що прибували з Португалії. Серед інших результатів експедицій можна виділить розвиток скотарства у внутрішніх районах країни, що пояснювалося необхідністю забезпечення рудокопів м'ясом і шкірою, а також появою нових міст на території, яку зараз займає штат Мінас Жерайс. Золота лихоманка мала величезне значення для бразильської економіки і привела до такого значного притоку грошей до південного сходу колонії, що португальський уряд в 1763 перемістив столицю Бразилії з Сальвадору (на північному сході) до Ріо-де-Жанейро. Пошук золота, також привів до відкриття алмазів на початку 18-го століття в Мінас-Жерайс, Байя і Мату-Гросу. Бум гірської промисловості спав коли запаси мінералів були виснажені, хоча більш незначні кількості золота і алмазів продовжували добуватися.
Усього з 1700 по 1800 роки тут було здобуто 1.000 тон золота і 3 мільйони каратів алмазів. Зростаючий видобуток золота у Бразилії став важливим чинником розвитку, який вплинув на хід подій не тільки у самій колонії, але і в Європі.
Хоча золото перебувало під контролем Португалії і відправлялося морем прямо в Лісабон, там воно не затримувалося. Англія, відповідно до Метуенського договору 1703 року, постачала у Португалію продукцію текстильної промисловості, яка оплачувалася золотом з бразильських копалень. На бразильському ринку панували англійські товари, що унеможливлювало конкуренцію і душило будь-яку ініціативу у промисловості.

## Кава
Услід за успіхами в області видобутку золота і алмазів, а також в розведенні цукрової тростини, пішов розвиток ще важливішого джерела добробуту — кава. Так само як розробка родовищ, що викликала міграцію жителів Пернамбуку і Баїї на південь, у Мінас-Жерайс, так і зростання кавових плантацій спричинило заселення пустуючих земель ще далі на південь. Кава була завезена у Бразилію з Французької Гвіани у XVIII ст. Перші плантації кави були розбиті у районах, де не було недоліку у рабах, в глибині сьогоднішнього штату Ріо-де-Жанейро. Однак скасування рабства і імміграція з Європи у штат Сан-Паулу наприкінці XIX століття призвели до того, що плантації кави змістилися на південь, у райони, де були сприятливіші умови ґрунту, клімату і відповідні географічні висоти. У свою чергу, сприятливі природні умови перетворили Бразилію у найбільшого у світі виробника кави.

## Почуття національної самосвідомості
На час панування Португалії у Бразилії їй випала роль посередниці між колонієй-виробницею і споживчими економічними центрами Європи. Важливим є той факт, що Англія залишалася основним торговельним партнером Португалії на цьому етапі. Між двома урядами були підписані різні угоди (1642, 1654, 1661, 1703, 1810, 1826), завжди вигідніші для англійської сторони. Монополізувавши усю торгівлю з Бразилією, Португалія утримувала в руках істотну частину прибутків, отриманих від колонії, що призводило до зростання невдоволення серед колоністів. Починаючи з голландського і французького нашестя у райони північного сходу на початку XVII століття, національна самосвідомість бразильців постійно зростала і міцніла у боротьбі із загарбниками.
Особливо серйозні виступи, продиктовані прагненням народу зберегти свою політичну незалежність, сталися на початку XVIII століття. Хоча уявлення про незалежності носило досить примарний характер, виступи охоплювали цілі регіони. Змова у Мінасі (Conjuracao Mineira), найзначніша подія з цих окремих виступів, сталася у центрі золотоносного району. На чолі змови стояв прапорщик кавалерії Жоакім Жозе да Сілва Шавьєр, на прізвисько «Тирадентіс» («Вирвизуб»). Тирадентіс знайшов підтримку головним чином серед інтелектуалів, які пройнялися тими ж ідеалами свободи, які надихали Французьких Енциклопедистів і вождів Американської Революції. Змову розкрили, а його керівникам винесли суворі вироки. Тирадентіс був повішений на площі у Ріо-де-Жанейро. Інші виступи, багато з яких отримали широку підтримку населення, сталися у Пернамбуку і Баїї, де занепад у цукровій промисловості загострив проблеми, породжені залежністю від Португалії. Однак жоден з виступів не зміг похитнути панування Португалії у цей період.